# Flexxip (album)
"Flexxip" – pierwsza płyta (nielegal) polskiego składu hip-hopowego Flexxip wydana w 2002 roku. Gościnnie na płycie wystąpili Pezet i Dizkret. Utwór "Flexxstyl" w innej wersji znalazł się na składance JuNouMi.
Pochodząca z albumu piosenka "Laaadies" znalazła się na liście 120 najważniejszych polskich utworów hip-hopowych według serwisu T-Mobile Music.

## Lista utworów
1. "Intro"
2. "Flexxstyl" (gościnnie: Dizkret)
3. "Znałem Tego Typa"
4. "Krótki"
5. "Artyści (Skit)"
6. "Ty Tworzysz Ja Tworzę"
7. "Paralela"
8. "W Pokoju Ukryty"
9. "Spali Papier, Rosa (Skit)"
10. "El Ej" (gościnnie: Pezet i Dizkret)
11. "A Jednak Relaxx" (gościnnie: Dizkret)
12. "Milcz Ze Mną"
13. "Skit"
14. "On Dla Mnie Jest"
15. "Mistrz Ceremonii"
16. "Flexxtrumental"
17. "Laaadies"
18. "Outro"
19. "Ty Tworzysz Ja Tworzę (Rmx)" (utwór dodatkowy)